# ديريك جونز (موظف مدني)
ديريك جونز (بالإنجليزية: Derek Jones)‏ هو موظف مدني بريطاني، ولد في 8 ديسمبر 1952 في Rumney, Cardiff ‏ في المملكة المتحدة.